# Rivière Saint-Germain
Rivière Saint-Germain är ett vattendrag i Kanada.   Det ligger i provinsen Québec, i den sydöstra delen av landet, 250 km öster om huvudstaden Ottawa.
Runt Rivière Saint-Germain är det i huvudsak tätbebyggt. Runt Rivière Saint-Germain är det tätbefolkat, med 331 invånare per kvadratkilometer.